# Cnoc Glas
Cnoc Glas – najwyższe wzniesienie wyspy Soay na archipelagu St Kilda o wysokości 378 m n.p.m.